# First-order second-moment Methode
In der Wahrscheinlichkeitstheorie ist die first-order second-moment Methode (kurz FOSM), auch mean value first-order second-moment Methode (kurz MVFOSM) genannt, ein Näherungsverfahren zur Ermittlung der stochastischen Momente einer Funktion mit zufallsverteilten  Eingangsgrößen. Die englische Bezeichnung ergibt sich aus der Herleitung, in der eine Taylorreihe erster Ordnung (first-order) und die ersten beiden Momente (second moment) der Eingangsgrößen verwendet werden.

## Approximation
Gegeben sei die Zielfunktion {\displaystyle g(x)}, wobei der Vektor  {\displaystyle x} eine Realisierung des Zufallsvektors {\displaystyle X} mit der Wahrscheinlichkeitsdichtefunktion {\displaystyle f_{X}(x)} ist. Da {\displaystyle X} zufallsverteilt ist, ist auch {\displaystyle g} zufallsverteilt. 
Die FOSM-Methode approximiert den Erwartungswert der Zielfunktion zu
{\displaystyle \mu _{g}\approx g(\mu )}
Die Varianz von {\displaystyle g} ist laut FOSM-Methode näherungsweise
{\displaystyle \sigma _{g}^{2}\approx \sum _{i=1}^{n}\sum _{j=1}^{n}{\frac {\partial g(\mu )}{\partial x_{i}}}{\frac {\partial g(\mu )}{\partial x_{j}}}\operatorname {cov} (X_{i},X_{j})}
wobei {\displaystyle n} die Länge/Dimension von {\displaystyle x} und {\displaystyle {\frac {\partial g(\mu )}{\partial x_{i}}}} die partielle Ableitung am Mittelwertvektor nach dem i-ten Eintrag von {\displaystyle x} ist.

## Herleitung
Die Zielfunktion wird durch eine Taylorreihe am Mittelwertvektor {\displaystyle \mu } approximiert.
{\displaystyle g(x)=g(\mu )+\sum _{i=1}^{n}{\frac {\partial g(\mu )}{\partial x_{i}}}(x_{i}-\mu _{i})+{\frac {1}{2}}\sum _{i=1}^{n}\sum _{j=1}^{n}{\frac {\partial ^{2}g(\mu )}{\partial x_{i}\,\partial x_{j}}}(x_{i}-\mu _{i})(x_{j}-\mu _{j})+\cdots }
Der Erwartungswert von {\displaystyle g} ist durch das folgende Integral gegeben.
{\displaystyle \mu _{g}=E[g(x)]=\int _{-\infty }^{\infty }g(x)f_{X}(x)\,dx}
Setzt man die Taylorreihe ein, erhält man
{\displaystyle {\begin{aligned}\mu _{g}&\approx \int _{-\infty }^{\infty }\left[g(\mu )+\sum _{i=1}^{n}{\frac {\partial g(\mu )}{\partial x_{i}}}\right]f_{X}(x)\,dx\\&=\int _{-\infty }^{\infty }g(\mu )f_{X}(x)\,dx+\int _{-\infty }^{\infty }\sum _{i=1}^{n}{\frac {\partial g(\mu )}{\partial x_{i}}}(x_{i}-\mu _{i})f_{X}(x)\,dx\\&=g(\mu )\underbrace {\int _{-\infty }^{\infty }f_{X}(x)\,dx} _{1}+\sum _{i=1}^{n}{\frac {\partial g(\mu )}{\partial x_{i}}}\underbrace {\int _{-\infty }^{\infty }(x_{i}-\mu _{i})f_{X}(x)\,dx} _{0}\\&=g(\mu ).\end{aligned}}}
Die Varianz von {\displaystyle g} ist durch das folgende Integral gegeben.
{\displaystyle \sigma _{g}^{2}=E([g(x)-\mu _{g}]^{2})=\int _{-\infty }^{\infty }[g(x)-\mu _{g}]^{2}f_{X}(x)\,dx.}
Mit dem Verschiebungssatz erhält man
{\displaystyle \sigma _{g}^{2}=E([g(x)-\mu _{g}]^{2})=E(g(x)^{2})-\mu _{g}^{2}=\int _{-\infty }^{\infty }g(x)^{2}f_{X}(x)\,dx-\mu _{g}^{2}}
Einsetzen der Taylor-Reihe liefert
{\displaystyle {\begin{aligned}\sigma _{g}^{2}&\approx \int _{-\infty }^{\infty }\left[g(\mu )+\sum _{i=1}^{n}{\frac {\partial g(\mu )}{\partial x_{i}}}(x_{i}-\mu _{i})\right]^{2}f_{X}(x)\,dx-\mu _{g}^{2}\\&=\int _{-\infty }^{\infty }\left\{g(\mu )^{2}+2g(\mu )\sum _{i=1}^{n}{\frac {\partial g(\mu )}{\partial x_{i}}}(x_{i}-\mu _{i})+\left[\sum _{i=1}^{n}{\frac {\partial g(\mu )}{\partial x_{i}}}(x_{i}-\mu _{i})\right]^{2}\right\}f_{X}(x)\,dx-\mu _{g}^{2}\\&=\int _{-\infty }^{\infty }g(\mu )^{2}f_{X}(x)\,dx+\int _{-\infty }^{\infty }2\,g(\mu )\sum _{i=1}^{n}{\frac {\partial g(\mu )}{\partial x_{i}}}(x_{i}-\mu _{i})f_{X}(x)\,dx\\&{}\quad {}+\int _{-\infty }^{\infty }\left[\sum _{i=1}^{n}{\frac {\partial g(\mu )}{\partial x_{i}}}(x_{i}-\mu _{i})\right]^{2}f_{X}(x)\,dx-\mu _{g}^{2}\\&=g(\mu )^{2}\underbrace {\int _{-\infty }^{\infty }f_{X}(x)\,dx} _{1}+2g(\mu )\sum _{i=1}^{n}{\frac {\partial g(\mu )}{\partial x_{i}}}\underbrace {\int _{-\infty }^{\infty }(x_{i}-\mu _{i})f_{X}(x)\,dx} _{0}\\&{}\quad {}+\int _{-\infty }^{\infty }\left[\sum _{i=1}^{n}\sum _{j=1}^{n}{\frac {\partial g(\mu )}{\partial x_{i}}}{\frac {\partial g(\mu )}{\partial x_{j}}}(x_{i}-\mu _{i})(x_{j}-\mu _{j})\right]f_{X}(x)\,dx-\mu _{g}^{2}\\&=\underbrace {g(\mu )^{2}} _{\approx \,\mu _{g}^{2}}+\sum _{i=1}^{n}\sum _{j=1}^{n}{\frac {\partial g(\mu )}{\partial x_{i}}}{\frac {\partial g(\mu )}{\partial x_{j}}}\underbrace {\int _{-\infty }^{\infty }(x_{i}-\mu _{i})(x_{j}-\mu _{j})f(x)\,dx} _{\operatorname {cov} (X_{i},X_{j})}-\mu _{g}^{2}\\&\approx \sum _{i=1}^{n}\sum _{j=1}^{n}{\frac {\partial g(\mu )}{\partial x_{i}}}{\frac {\partial g(\mu )}{\partial x_{j}}}\operatorname {cov} (X_{i},X_{j}).\end{aligned}}}

## Approximation höherer Ordnung
Folgende Abkürzungen werden eingeführt.
{\displaystyle g_{\mu }=g(\mu ),\quad g_{,i}={\frac {\partial g(\mu )}{\partial x_{i}}},\quad g_{,ij}={\frac {\partial g^{2}(\mu )}{\partial x_{i}\,\partial x_{j}}},\quad \mu _{i,j}=E[(x_{i}-\mu _{i})^{j}]}
Im Folgenden wird angenommen, dass die Einträge von {\displaystyle X} unabhängig sind.
Berücksichtigt man in der Taylorreihe auch die Terme zweiter Ordnung, dann ergibt sich die Näherung für den Erwartungswert zu
{\displaystyle \mu _{g}\approx g_{\mu }+{\frac {1}{2}}\sum _{i=1}^{n}g_{,ii}\;\mu _{i,2}}
Die Näherung zweiter Ordnung der Varianz ist gegeben durch
{\displaystyle {\begin{aligned}\sigma _{g}^{2}&\approx g_{\mu }^{2}+\sum _{i=1}^{n}g_{,i}^{2}\,\mu _{i,2}+{\frac {1}{4}}\sum _{i=1}^{n}g_{,ii}^{2}\,\mu _{i,4}+g_{\mu }\sum _{i=1}^{n}g_{,ii}\,\mu _{i,2}+\sum _{i=1}^{n}g_{,i}\,g_{,ii}\,\mu _{i,3}\\&{}\quad {}+{\frac {1}{2}}\sum _{i=1}^{n}\sum _{j=i+1}^{n}g_{,ii}\,g_{,jj}\,\mu _{i,2}\,\mu _{j,2}+\sum _{i=1}^{n}\sum _{j=i+1}^{n}g_{,ij}^{2}\,\mu _{i,2}\,\mu _{j,2}-\mu _{g}^{2}\end{aligned}}}
Die Schiefe von {\displaystyle g} kann aus dem dritten zentralen Moment {\displaystyle \mu _{g,3}} bestimmt werden.
Berücksichtigt man nur lineare Terme der Taylorreihe, aber höhere Momente der Eingangsgrößen, dann ergibt sich das dritte zentrale Moment näherungsweise zu
{\displaystyle \mu _{g,3}\approx \sum _{i=1}^{n}g_{,i}^{3}\;\mu _{i,3}}
Für die Approximation zweiter Ordnung des dritten zentralen Moments sowie für die Herleitung aller Approximationen höherer Ordnung sei auf Anhang D von Ref. verwiesen.
Berücksichtigt man die quadratischen Terme der Taylorreihe und die Momente dritter Ordnung des Zufallsvektors, wird dies auch als second-order third-moment Methode bezeichnet. Die vollständige Approximation zweiter Ordnung der Varianz beinhaltet jedoch auch Momente vierter Ordnung, und die vollständige Approximation zweiter Ordnung der Schiefe beinhaltet Momente 6ter Ordnung.

## Praktische Anwendung
In der Literatur finden sich diverse Beispiele, bei denen die FOSM-Methode genutzt wird, um die stochastische Verteilung der Beullast von axialbelasteten Strukturen zu bestimmen (siehe bspw. Ref.). Für Strukturen, die sehr sensitiv gegenüber Abweichungen von der idealen Struktur sind (wie Kreiszylinderschalen), wurde vorgeschlagen die FOSM-Methode als Bemessungsmethode zu verwenden. Häufig wird die Anwendbarkeit durch Vergleich mit Monte-Carlo-Simulationen überprüft.
In der Ingenieuranwendung liegt die Zielfunktion oft nicht als analytische Funktion vor, sondern ist beispielsweise das Ergebnis einer Finite-Elemente-Simulation. In diesem Fall können die Ableitungen mittels zentraler Differenzen approximiert werden. Die Zielfunktion muss daher {\displaystyle 2n+1} mal ausgewertet werden. Abhängig von der Anzahl der Zufallsgrößen kann dies eine signifikant geringere Anzahl von Auswertungen sein, als es für eine Monte-Carlo-Simulation notwendig ist. Im Rahmen eines Bemessungsverfahrens muss eine untere Bemessungsgrenze bestimmt werden, die sich aus der FOSM-Methode jedoch nicht direkt ergibt. Daher muss für die Zielfunktion unter Berücksichtigung des ermittelten Erwartungswerts, der Varianz und der Schiefe ein Verteilungstyp gewählt werden.